# Крийя-йога
Кри́йя-йо́га — направление йоги, основанное на техниках пранаямы и открытия чакр. Основателем этого вида йоги считается индийский святой Лахири Махасайя, живший в XIX веке в г. Варанаси (Бенарес). Считается, что эти методы ему передал гималайский святой Бабаджи Махарадж, достигший бессмертия. Самый известный представитель — Парамаханса Йогананда, автор книги «Автобиография йога» (впервые издана по-английски в 1946 году). Именно Бабаджи ввёл сам термин «Крийя-йога». Согласно Йогананде, Бабаджи обучил Лахири Махасайю тем самым техникам йоги, что описаны в «Бхагавад-Гите», а также в «Йога-Сутрах» Патанджали.
Шри Йогананда писал, что «крийя — наиболее быстрый путь обретения Космического Сознания и избавления от реинкарнации». При этом он отмечал:
«Значительно сократить свой путь методом Крийя-йоги способны только очень продвинутые йоги. Вначале, под руководством гуру, они тщательно готовят своё тело и мозг к принятию колоссальных энергий, которые генерируются в результате практики».

## Практика
Знание крийя-йоги передаётся от гуру к ученику. Гуру Лахири Махасайя писал о том, что после посвящения, полученного от Бабаджи, тот обучил его «суровым древним правилам, которые регулируют передачу йогического искусства от гуру к ученику». Йогананда так описывал крийя-йогу:
«Крийя-йог мысленно направляет движение жизненной энергии вверх и вниз вокруг шести спинальных центров (мозговой, шейный, грудной, поясничный, крестцовый и копчиковый), соответствующих двенадцати астральным знакам зодиака — символическому Космическому Человеку. Полминуты обращения энергии вокруг чувствительного спинного мозга человека вызывают тонкий прогресс в его эволюции; полминуты Крийи равны году естественного духовного развития».
Свами Сатьянанда говорил: «Крийя садхана может быть рассмотрена как садхана практики пребывания в Атмане».

## История
Согласно Парамахансе Йогананде, традиция крийя-йоги была известна ещё в Древней Индии, однако затем была утеряна «из-за скрытности священников (брахманов) и людского равнодушия».
Йогананда считал, что Патанджали имел в виду крийя-йогу, когда писал, что «Крийя-йога состоит из телесной дисциплины, управления разумом и медитаций над мантрой „Ом“».
Шри Сайлендра Беджой Дасгупта, ученик Шри Юктешвара Гири, писал:
«Крийя включает в себя то, что было воспринято из Гиты (Бхагавадгиты), Йога-Сутр, Тантра-Шастр и Вед».
В книге Парамахансы Йогананды «Автобиография йога» (1946) описано, как в 1861 г. Лахири Махасайя встретился с Бабаджи Махараджем. «Крийя-йога, которую я даю миру через тебя в этом, девятнадцатом, веке, — сказал Бабаджи Лахири Махасайе, — это возрождение того же учения, что тысячелетия назад дал Кришна Арджуне, оно же позже было известно Патанджали и Христу с Его учениками». Йогананда также писал, что Бабаджи «находится в постоянном общении с Христом; вместе они посылают вибрации искупления, и планируют духовные техники спасения на данную эпоху».
Благодаря Лахири Махасайе знание крийя-йоги стало известно во всей Индии. В XX веке свами Йогананда, отправившись в Америку, сыграл значительную роль в распространении крийя-йоги на Западе.
Сегодня всемирное распространение крийя-йоги продолжается в том числе и его организацией «Self-Realization Fellowship» (в Индии — «Yogoda Satsanga Society of India»); она насчитывает более 500 храмов, центров и медитационных кружков в ста семидесяти пяти странах мира.

## Линии преемственности крийя-йоги
В настоящее время существует множество линий преемственности Крийя-йоги.
От учителя к ученику:
- Шри Бабаджи
- Йогараджа Шри Лахири Махасая
- Шри Юктешвар
- Парамаханса Йогананда

Несмотря на то, что многие учителя утверждают, будто продолжают эту линию преемственности, сам Йогананда утверждал, что в этой линии он — последний, и все его учения передаются в первозданном виде обществом Self-Realization Fellowship/Yogoda Satsanga Society of India.
От отца к сыну:
- Йогараджа Шри Лахири Махасая
- Йогараджа Тинкори Лахири
- Йогараджа Сатьячаран Лахири
- Йогараджа Шибенду Лахири

Ещё одна линия преемственности крийя-йоги Бабаджи — Лахири Махасайя началась в 1983 г, когда Сатьячаран Лахири наделил правом посвящать в крийю своего ученика Шайлендру Шарму. В отличие от большинства представителей этой линии, являющихся домохозяевами, Шайлендра Шарма, согласно указаниям своего учителя, соблюдает целибат и не работает, а также живёт на шмашане (последнее роднит его с агхори).